# ジョシュ・アレン (クォーターバック)
ジョシュア・パトリック・アレン（Joshua Patrick Allen, 1996年5月21日 - ）は、アメリカ合衆国カリフォルニア州ファイヤボー出身のプロアメリカンフットボール選手。NFLのバッファロー・ビルズに所属している。ポジションはクォーターバック。

## 経歴

### プロ入り前
アレンは、カリフォルニア州ファイアーボーにある1200ヘクタールのコットン農場で育った。高校時代はスポーツの傍ら、農場の手伝いや母の経営するレストランで働くなどした。
高校卒業後、大学へのオファーはなく、リードリー・カレッジに進学して1年を過ごした。体を大きくし、2015年にワイオミング大学へ転校して3年間で27試合に出場した。

### バッファロー・ビルズ
2018年のNFLドラフト1巡目全体7位でバッファロー・ビルズに指名され入団した。当初はA・J・マキャロン、ネイサン・ピーターマンとの先発の座を争う3番手QBであったが、マキャロンがトレードでオークランド・レイダースに移籍したうえ、ピーターマンは開幕戦のボルチモア・レイブンズ戦でパサーレーティング0.0を記録したため、第2週の対ロサンゼルス・チャージャーズ戦から先発QBに起用された。第6週のヒューストン・テキサンズ戦で肘を負傷し4試合欠場した。この年は11試合に先発し5勝6敗という成績であった。

#### 2019年
2019年シーズン、この年からキャプテンに就任した。第1週のニューヨーク・ジェッツ戦では3Q途中時点で16点のビハインドがある状況から逆転勝ちを収めると、開幕から3連勝を達成。第11週のマイアミ・ドルフィンズ戦では3タッチダウンを挙げ週間MVPを獲得。第15週のピッツバーグ・スティーラーズ戦でシーズン10勝目を挙げ、チームを2年ぶりのプレーオフ進出に導いた。またビルズがシーズン10勝を達成したのは1999年以来のことであった。自身初のプレーオフでは、ワイルドカードラウンドでヒューストン・テキサンズと対戦。自らがレシーバーとなりタッチダウンを挙げるなど一時16点リードをつけていたがオーバータイムの末19-22で敗れた。

#### 2020年
2020年シーズン、9月に行われた3試合で10回のタッチダウンパス、パス1,038ヤード獲得、パス成功率71.1%、QBレーティング124.8を記録、2回のタッチダウンランを挙げチームの開幕3連勝に貢献。月間MVPを受賞した。翌週の試合にも勝利し、チームは2008年以来となる開幕4連勝を達成した。第9週のシアトル・シーホークス戦では試合前日に祖母を亡くすというショッキングな出来事を乗り越えパス成功率81.6%、3タッチダウン、レーティング138.5を記録し、チームの勝利に貢献。週間MVPに選ばれた。さらに12月・1月に行われた5試合でアレンはタッチダウンパス15回、タッチダウンラン2回、パス成功率70.1％、パス1,516ヤード、QBレーティング117.5、5勝0敗の成績を挙げシーズン2度目の月間MVPを受賞した。チームも13勝3敗を挙げ、25年ぶりに地区優勝を果たし、ニューイングランド・ペイトリオッツの地区11連覇を止めた。
ポストシーズンではワイルドカードラウンドでインディアナポリス・コルツに27-24で勝利、チームの1995年以来となるポストシーズン勝利を飾るとディビジョナルラウンドでボルチモア・レイブンズにも17-3で勝利。AFCチャンピオンシップゲームに進出したが、カンザスシティ・チーフスに24-38で敗れスーパーボウル進出とはならなかった。
このシーズンはパス4,544ヤード獲得・37タッチダウンを記録したが、これらはいずれもビルズのフランチャイズレコードとなった。その他4度の週間MVPに加え2度の月間MVPを受賞し、プロボウルにも選出された。シーズンMVP投票ではアーロン・ロジャースに次ぐ2位につけるなど飛躍の1年となった。
オフに5年目オプションの行使に加え。
6年2億5,800万ドルの契約延長に合意した。

#### 2021年
2021年シーズン、開幕戦のピッツバーグ・スティーラーズ戦こそ敗れるも、第3週のワシントン・フットボールチーム戦では5つのタッチダウンを挙げて勝利した他、第5週では昨年のプレーオフで敗れたチーフス相手に勝利するなど4連勝を達成した。第9週のジャクソンビル・ジャガーズ戦では相手チーム同姓同名のLBジョシュ・アレンと対戦するという珍しい試合になったが、試合はその相手のアレンにインターセプトを喫するなど6-9で敗れた。第18週のニューヨーク・ジェッツ戦に勝利し、地区連覇が決定した。
このシーズンはパス成功率63.3%・パス4,407ヤード・タッチダウンパス36本・レーティング92.2という成績であった。またラッシングでは763ヤード獲得・6タッチダウンを挙げ、平均獲得ヤード6.3ヤードはQBではリーグトップの成績であった。
ポストシーズンではワイルドカードラウンドでペイトリオッツと対戦し、パス25本中21本成功で308ヤード獲得、5タッチダウンに加えラッシングでも66ヤード獲得するなど圧倒し、47-17で勝利した。ディビジョナルラウンドでは昨年のカンファレンスチャンピオンシップで対戦したチーフスと再戦。ビルズは第4Qの2ミニッツウォーニング時点で21-26でリードを許し、攻撃権も4th&13と追い込まれていたが、アレンはウォーニング明け最初のプレーでタッチダウンパスをステフォン・ディグスに通し逆転に成功した。2ポイントコンバージョンも決め3点のリードを奪ったが、相手QBのパトリック・マホームズもタイリーク・ヒルへのタッチダウンパスを決め、わずか52秒でリードを奪い返される。残り1分2秒で4点差と再び追い込まれたアレンだったが、パスを繋ぎ通しわずか49秒でタッチダウンを挙げ、残り13秒の時点で36-33と再びリードを奪った。勝利が目前にまで迫ったビルズだったが、チーフスにラストプレーで同点フィールドゴールを許すと、オーバータイムではコイントスで先攻を奪われ、相手の最初の攻撃権でタッチダウンを許しアレンが登場する間も無く36-42で敗れた。この試合でアレンはパス37本中27本成功、329ヤード獲得、4タッチダウン、ラン68ヤードという成績であった。ポストシーズン2試合でのレーティングは149.0という好成績であった。

#### 2022年
2022年シーズン、チームを地区優勝に導き、プロボウルに選出された。ディビジョナルラウンドでベンガルズに敗退し、AFCチャンピオンシップゲームへの進出はならなかった。

#### 2023年
2023年シーズンは、地区優勝を決定する最終戦でマイアミ・ドルフィンズに勝ち、チームを第2シードでプレーオフに導いたが、プレーオフでは二戦目で再びカンザスシティ・チーフスに屈した。

#### 2024年
2024年シーズン、12月１日のサンフランシスコ・フォーティナイナーズ戦でタッチダウンパス、タッチダウンラン、パスレシーブタッチダウンを１試合で達成したはじめてのクォーターバックとなった。このときのパスレシーブタッチダウンはジョシュ・アレンからのパスを受けたアマリ・クーパーからラテラル・パスを受けたものでジョシュ・アレンが投げたパスをジョシュ・アレンが受けた記録となる。12月９日のロサンゼルス・ラムズ戦で３タッチダウンパス、３タッチダウンランの新記録を達成した。
チームを5年連続地区優勝とシード2位での6年連続プレーオフに導いた。カンファレンスチャンピオンシップでチーフスに敗れるも、このシーズンのMVPに輝いた。
2025年3月9日に、これまで結んでいた契約を破棄し、2030年シーズンまでの6年3億3,000万ドルの新契約をビルズと結んだ。2億5,000万ドルの保証額はNFL史上最高額となった。

## 詳細情報

### 年度別成績

#### レギュラーシーズン
| 年度     | チーム   | 背 番 号 | 試合 | 試合 | パス      | パス      | パス      | パス        | パス             | パス | パス | パス          | ラン      | ラン        | ラン             | ラン | ファンブル    | ファンブル |
| 年度     | チーム   | 背 番 号 | 出場 | 先発 | 成功 回数 | 試投 回数 | 成功 確率 | 獲得 ヤード | 平均 獲得 ヤード | TD   | Int  | レイテ ィング | 試行 回数 | 獲得 ヤード | 平均 獲得 ヤード | TD   | ファン ブル数 | ロスト     |
| -------- | -------- | -------- | ---- | ---- | --------- | --------- | --------- | ----------- | ---------------- | ---- | ---- | ------------- | --------- | ----------- | ---------------- | ---- | ------------- | ---------- |
| 2018     | BUF      | 17       | 12   | 11   | 169       | 320       | 52.8      | 2,074       | 6.5              | 10   | 12   | 67.9          | 89        | 631         | 7.1              | 8    | 8             | 2          |
| 2019     | BUF      | 17       | 16   | 16   | 271       | 461       | 58.8      | 3,089       | 6.7              | 20   | 9    | 85.3          | 109       | 510         | 4.7              | 9    | 14            | 4          |
| 2020     | BUF      | 17       | 16   | 16   | 396       | 572       | 69.1      | 4,544       | 7.9              | 37   | 10   | 107.2         | 102       | 421         | 4.1              | 8    | 9             | 6          |
| 2021     | BUF      | 17       | 17   | 17   | 409       | 646       | 63.3      | 4,407       | 6.8              | 36   | 15   | 92.2          | 122       | 763         | 6.3              | 6    | 8             | 3          |
| 2022     | BUF      | 17       | 16   | 16   | 359       | 567       | 63.3      | 4,283       | 7.6              | 35   | 14   | 96.6          | 124       | 762         | 6.2              | 7    | 13            | 5          |
| 2023     | BUF      | 17       | 17   | 17   | 385       | 579       | 66.5      | 4,306       | 7.4              | 29   | 18   | 92.2          | 111       | 524         | 4.7              | 15   | 7             | 4          |
| 2024     | BUF      | 17       | 17   | 17   | 307       | 483       | 63.6      | 3,731       | 7.7              | 28   | 6    | 101.4         | 102       | 531         | 5.2              | 12   | 5             | 2          |
| NFL：7年 | NFL：7年 | NFL：7年 | 111  | 110  | 2,296     | 3,628     | 63.3      | 26,434      | 7.3              | 195  | 84   | 93.4          | 759       | 4,142       | 5.5              | 65   | 64            | 26         |

- 2024年度シーズン終了時
- 太字は自身最高記録
- ■はリーグ最高記録

#### ポストシーズン
| 年度 | チーム | 試合 | 試合 | パス      | パス      | パス      | パス        | パス             | パス | パス | パス          | ラン      | ラン        | ラン             | ラン | ファンブル    | ファンブル |
| 年度 | チーム | 出場 | 先発 | 成功 回数 | 試投 回数 | 成功 確率 | 獲得 ヤード | 平均 獲得 ヤード | TD   | Int  | レイテ ィング | 試行 回数 | 獲得 ヤード | 平均 獲得 ヤード | TD   | ファン ブル数 | ロスト     |
| ---- | ------ | ---- | ---- | --------- | --------- | --------- | ----------- | ---------------- | ---- | ---- | ------------- | --------- | ----------- | ---------------- | ---- | ------------- | ---------- |
| 2019 | BUF    | 1    | 1    | 24        | 46        | 52.2      | 264         | 5.7              | 0    | 0    | 69.5          | 9         | 92          | 10.2             | 0    | 2             | 1          |
| 2020 | BUF    | 3    | 3    | 77        | 120       | 64.2      | 817         | 6.8              | 5    | 1    | 94.3          | 25        | 145         | 5.8              | 1    | 2             | 0          |
| 2021 | BUF    | 2    | 2    | 48        | 62        | 77.4      | 637         | 10.3             | 9    | 0    | 149.0         | 17        | 134         | 7.9              | 0    | 1             | 0          |
| 2022 | BUF    | 2    | 2    | 48        | 81        | 59.3      | 616         | 7.6              | 3    | 3    | 80.1          | 12        | 46          | 3.8              | 1    | 3             | 1          |
| 2023 | BUF    | 2    | 2    | 47        | 69        | 68.1      | 389         | 5.6              | 4    | 0    | 101.7         | 20        | 146         | 7.3              | 3    | 1             | 0          |
| 2024 | BUF    | 3    | 3    | 58        | 82        | 70.7      | 636         | 7.8              | 4    | 0    | 109.6         | 29        | 105         | 3.6              | 2    | 3             | 0          |
| 計   | 計     | 13   | 13   | 302       | 460       | 65.7      | 3,359       | 7.3              | 25   | 4    | 101.7         | 112       | 668         | 6.0              | 7    | 12            | 2          |

- 2024年度シーズン終了時
- 太字は自身最高記録
- ■はNFL記録